# Ozzfest
Ozzfest — фестивальный тур по США и Европе (и впервые в Японии в 2013) с участием представлений многих хэви-метал и хард-рок групп. Был основан Оззи Осборном и его женой Шэрон Осборн, которые организуют ежегодный тур со своим сыном Джеком Осборном. Ozzfest tour показал множество групп с разными жанрами в пределах хэви-метал и хард-рок, включая альтернативный металл, трэш-метал, индастриал-метал, металкор, хардкор панк, дэткор, ню-метал, дэт-метал, постхардкор, готик-метал и блэк-метал. Оззи Осборн и Black Sabbath играли несколько раз на туре за эти годы. Проводился почти ежегодно с 1996 по 2018 год — исключая 2009, 2011, 2012 и 2014 годы.

## История
Фестиваль был создан в 1996 году Шерон Осборн — женой и менеджером Оззи. Тур был хорошо принят и стал ежегодным.
Первый Ozzfest не был национальным туром, а просто двухдневным фестивалем, проведенным в Фениксе, Аризона и Деворе, Калифорния 25 и 26 октября 1996 года. В 1997 году было много протестов за пределами фестиваля об отмене выступления Marilyn Manson. Однако все что запланировано состоялось. В 1998 году фестиваль направился в Великобританию. Концерт 18 июля 1998 года в Float Rite Park был объединен с Warped Tour 1998, на который пришло 39000 людей и он продолжался 12 часов, в шесть этапов с 48 группами.
В 2016 году состоялся 2-дневный фестиваль Ozzfest Meets Knotfest, 24—25 сентября в амфитеатре Сан-Мануель и Сан-Бернардино, Калифорния. Это объединение фестиваля с Knotfest в год 20-летия Ozzfest. На конференции в Голливуде, где встретились Оззи Осборн и Кори Тейлор, а также многочисленные звезды рока, Шерон Осборн сказала «Мы требуем, чтобы фестиваль был самым громким, самым большим, самым грязным фестивалем в Калифорнии. Мы не можем быть ещё счастливее чем сейчас». Оззи добавил «Мы здесь чтобы создать опустошение и историю». Кори отметил «это будет самой крутой вещью, частью которой я когда-либо был. Начиная с Ozzfest, добиваясь признания с Knotfest, мы объединяем силы, чтобы сделать немного истории в металле. Это должно было случиться и я горд быть частью этого». Шон Крейен заявил «Игра с Black Sabbath всегда честь. Слияние двух легендарных фестивалей будет большим опытом, который будет судьбоносным для поклонников, Мы взволнованы чтобы снова объединить свои семьи». Также фестиваль посвящен памяти друга Лемми Килмистера.